# Église Saint-Gangolf-d'Avallon de Saint-Gengoux-de-Scissé
L'église Saint-Gandolf-d'Avallon de Saint-Gengoux-de-Scissé est une église située sur le territoire de la commune de Saint-Gengoux-de-Scissé, en Haut-Mâconnais, dans le département français de Saône-et-Loire et la région Bourgogne-Franche-Comté.

## Historique

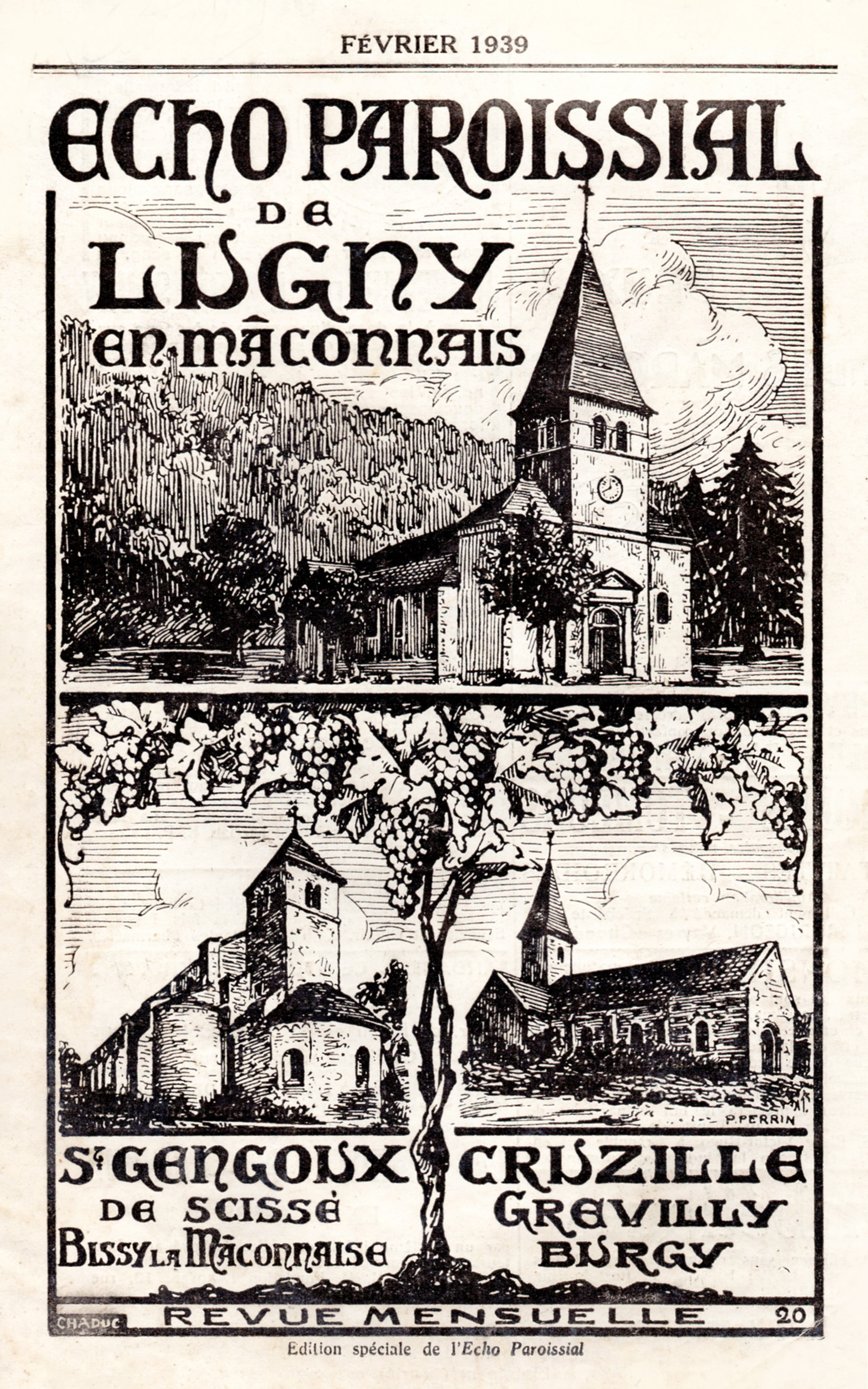

Début du Xe siècle : l'église est mentionnée dans une charte de l'abbaye de Cluny.
Vers 976-977, l'église est cédée en précaire avec ses terres et ses dîmes à un noble nommé Drogon et sa famille, contre un cens de deux deniers à donner au chapitre de Saint-Vincent de Mâcon. 
Elle a été partiellement rebâtie – à la place de la nef primitive, accolée au chevet roman – à partir d'octobre 1865 (nef) et bénie le 20 mai 1867, comme le signale une inscription visible dans l'église. 
Il ne reste de l'époque romane, sans doute du XIIe siècle (sauf pour la travée portant le clocher et l'abside qui paraissent plus anciennes), que le clocher avec la travée qui le supporte, suivie d'une abside en hémicycle ornée à l'extérieur d'arcatures lombardes qui retombent sur des modillons sculptés (espace servant de nos jours de sacristie).
Elle fait l'objet d'une inscription au titre des monuments historiques depuis le 11 mai 1932.
En 2020, ainsi que 126 autres lieux répartis sur le territoire du Pôle d'équilibre territorial et rural (PETR) Mâconnais Sud Bourgogne, l'église, qui relève de la paroisse Notre-Dame-des-Coteaux-en-Mâconnais (qui a son siège à Lugny), a intégré les « Chemins du roman en Mâconnais Sud Bourgogne » et bénéficié de la pose d'une signalétique spécifique.

## Description

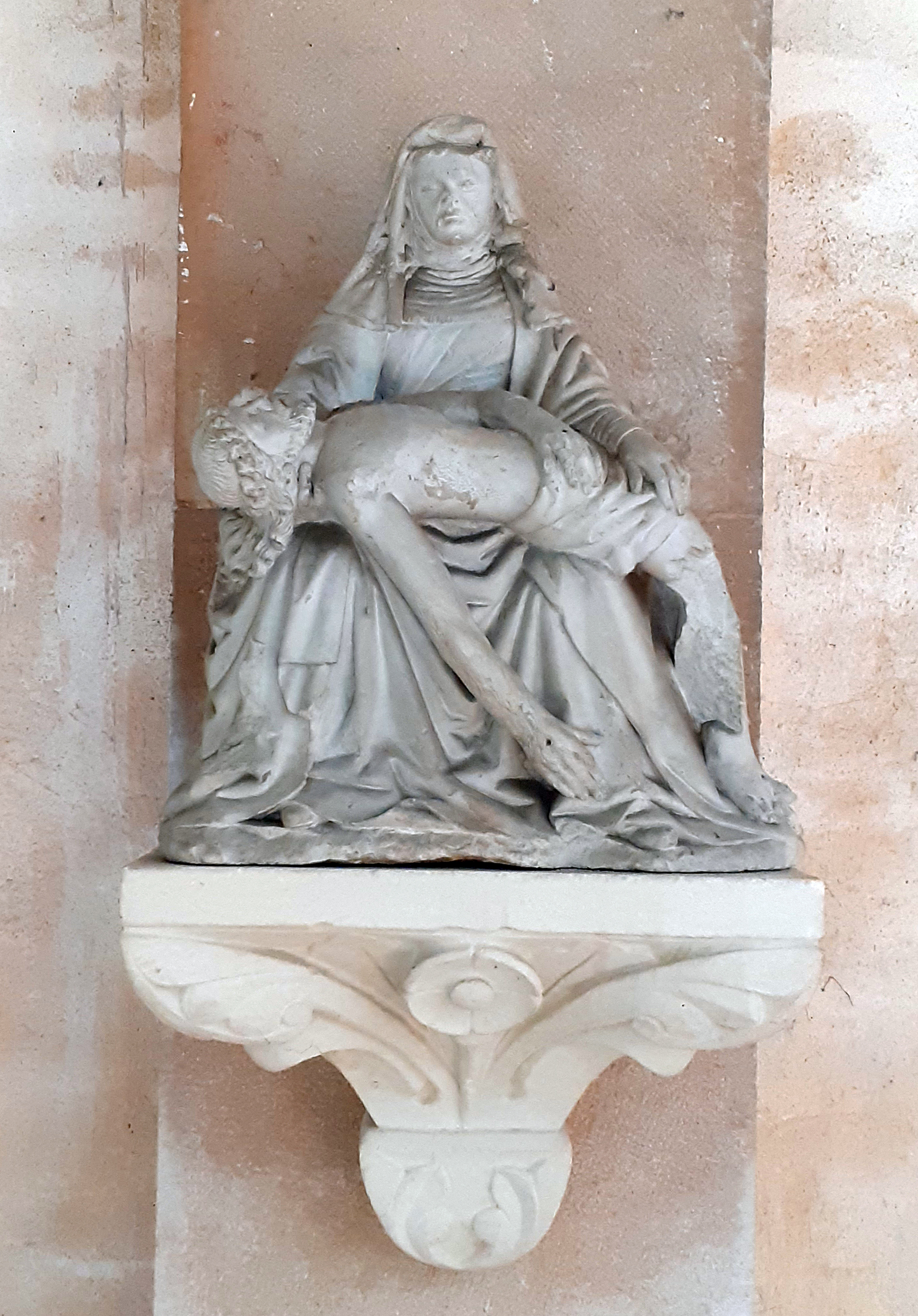
La pietà (XVe ou XVIe siècle) retrouvée enfouie aux abords de l'église (ancien cimetière).

L'église a un plan original : une nef moderne avec bas-côtés dont la dernière travée forme le chœur, laquelle est suivie d'une abside moderne avec absidioles. 
Ce nouveau chœur est couvert de peintures murales de la fin du XIXe siècle. Sur fond bleu turquoise, profond et lumineux, deux anges thuriféraires entourent les armoiries du pape Léon XIII (1887-1903) avec l’inscription latine : Adoremus in aeternum sanctissimum sacramentum (Adorons dans l’éternité le très Saint Sacrement).
Des tentures en trompe-l'œil couvrent le pourtour absidial. Le cul-de-four montre, sur fond rouge vif, le triangle trinitaire irradié d’or.
Les parties romanes avec la travée sous clocher – voutée d'un berceau en plein cintre – et l'abside servent aujourd'hui de sacristie.
Dans une chapelle : retable du XVIIIe siècle avec colonnes torses encadrant le tableau de saint Gengoux, en soldat romain, la palme à la main, le casque posé.
Le clocher, qui paraît dater du XIIe siècle, abrite une cloche unique, qui fut installée en 1948.

## Culte
Édifice consacré du diocèse d'Autun relevant de la paroisse Notre-Dame-des-Coteaux-en-Mâconnais (siège à Lugny) – qui en est affectataire au titre de la loi de 1905 –, l'église de Saint-Gengoux-de-Scissé est, plusieurs siècles après sa construction, un lieu de culte catholique.